# Laura Mintegi
Laura Mintegi Lakarra (ur. 26 października 1955 w Estella-Lizarra) – baskijska pisarka i działaczka polityczna.
Urodziła się w Estella-Lizarra w Nawarze, w 1973 przeniosła się do Algorty. W 1978 roku ukończyła studia historyczne, a w 1999 roku uzyskała stopień doktora psychologii.
Od 1981 roku była wykładowcą na Wydziale Literatury i Języka Baskijskiego na Uniwersytecie Kraju Basków. Opublikowała sześć powieści, w których poruszała kwestie emocji związanych z miłością i jej końcem, pożądaniem, marzeniami, rozpaczą, a także zaangażowaniem politycznym. W 2006 roku został wybrana prezesem baskijskiego oddziału PEN Clubu.
W 2012 była liderką koalicji Euskal Herria Bildu, podczas wyborów regionalnych. Kandydowała również na Lehendakari, przegrywając z Iñigo Urkullu.

## Wybrana twórczość

### Powieści
- Bai... baina ez (1986)
- Legez kanpo (1991)
- Nerea eta biok (1994)
- Sisifo maite minez (2001)
- Ecce homo (2006)